# شوچو

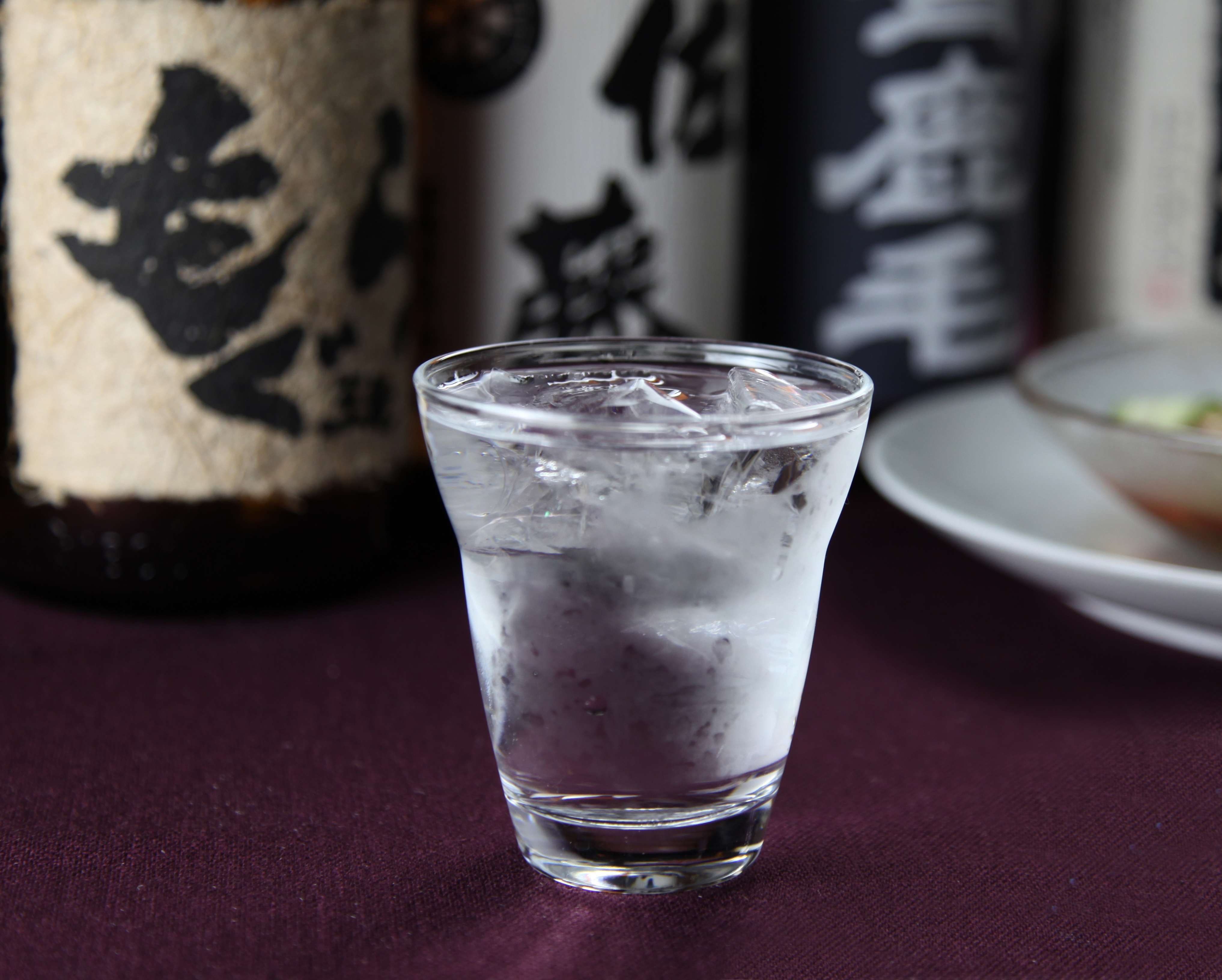
شوچو

شوچو (به ژاپنی: 焼酎 Shochu)، یکی از انواع نوشیدنی‌های الکلی و نوشیدنی‌های تقطیری در ژاپن است. این مشروب از تخمیر موادی مانند برنج، غلات، سیب زمینی به دست می‌آید.